# Мьюр (гора, Калифорния)
Мьюр (англ. Mount Muir) — горная вершина в массиве Сьерра-Невада в западном поясе Кордильер в Северной Америке.
Находится в Калифорнии, США, на территории национального парка Секвойя. Высота горы 4273 м над уровнем моря.
Первый зарегистрированное восхождение было совершено в 1935 году. Пик был назван в честь американского геолога и натуралиста Джона Мьюра.